# تیپ‌بندی (خودرو)

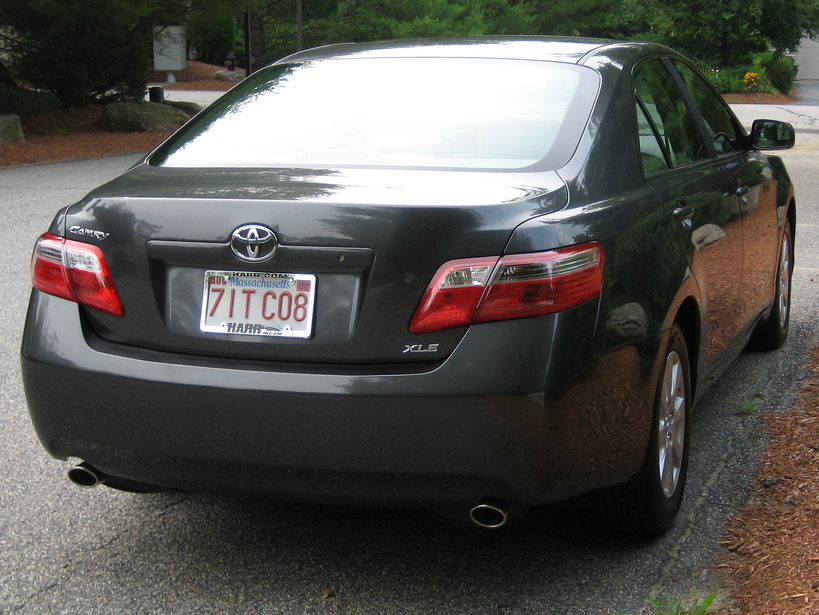
نشان ایکس‌اِل‌ای (XLE) در تویوتا کمری که بالاترین تیپ را نشان می‌دهد

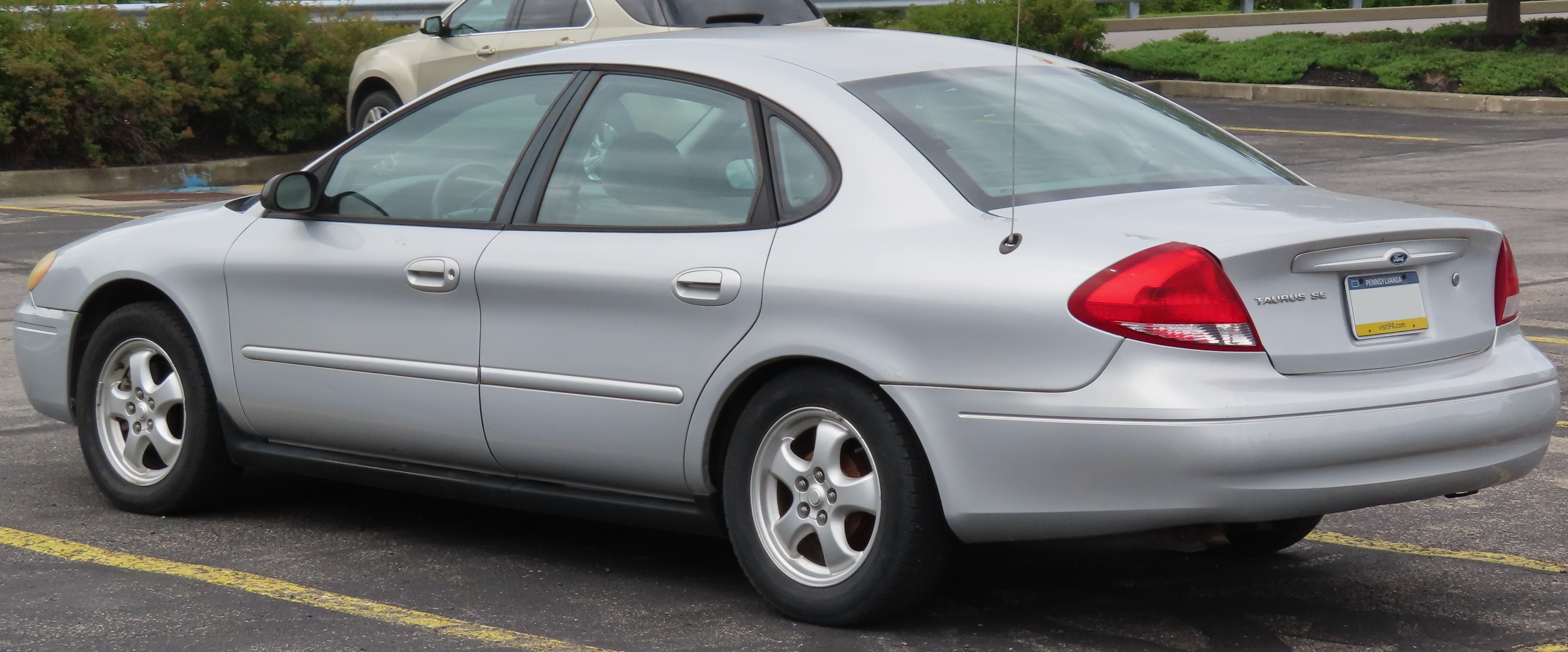
نشان اِس‌ای (SE) در فورد تاروس، که پایین‌ترین تیپ را نشان می‌دهد

تیپ‌بندی یا سطح تیپ (به انگلیسی: Trim level) توسط سازندگان برای آشکارسازی و شناسایی سطح تجهیزات یا ویژگی‌های خاص خودرو استفاده می‌شود. تجهیزات و ویژگی‌های نصب شده در یک خودروی خاص به بسته‌های قابل انتخاب یا گزینه‌های فردی که خودرو با آن سفارش داده شده است، بستگی دارد.

## استفاده
برای یک مدل خودرو، سطح تیپ نشان می‌دهد که کدام تجهیزات و ویژگی‌ها به عنوان استاندارد در آن خودرو گنجانده شده است. یک خریدار خودرو ممکن است به این تجهیزات استاندارد با بسته‌های تریم یا آپشن‌های جداگانه اضافه کند. سطح تریم با کمترین تجهیزات/ویژگی‌ها به عنوان «مدل پایه» و سطح تریم با بیشترین تجهیزات/ویژگی‌ها «بالاترین مشخصات» یا به صورت محاوره‌ای «تمام امکانات» یا «فول امکانات» نامیده می‌شود. تفاوت بین سطوح تریم معمولاً شامل تجهیزات داخلی (مانند صندلی‌های چرمی و دوربین‌های دنده عقب) و تغییرات ظاهری است. با این حال، سطح تریم گاهی اوقات می‌تواند شامل تغییرات مکانیکی مانند موتورهای مختلف، سیستم تعلیق یا سیستم‌های تمام چرخ متحرک باشد.
برخی از برندهای خودرو از مدل خودروی متفاوتی استفاده می‌کنند که به جای آن می‌توان آن را یک تیپ در نظر گرفت؛ بنابراین، تمایز بین مدل و تیپ‌ها می‌تواند بین برندها متفاوت باشد. به عنوان مثال، فولکس‌واگن می‌تواند گلف جی‌تی‌آی را به‌عنوان یک مدل مستقل یا به عنوان یک تیپ از مدل گلف به بازار عرضه کند.
سازندگان گاهی اوقات «گزینه‌های قابل حذف» را پیشنهاد می‌کنند، که با آن ممکن است چندین مورد استاندارد از تجهیزات از یک تیپ مشخص حذف شوند، معمولاً به صورت رایگان یا با پرداخت مابه‌التفاوت. گاهی اوقات، این حذف هزینه اضافی دربردارد: به عنوان مثال، در دهه ۱۹۸۰، خریداران خودروهای لوکس آلمانی شروع به پرداخت هزینه اضافی به تولیدکنندگان کردند تا نشان‌هایی را که نشان‌دهنده نوع و حجم موتور یا تیپ خودرو است که باید نصب شود، نداشته باشند. نشان‌زدایی خودروها در سراسر بازار محبوبیت یافت و به‌عنوان نوعی فخرفروشی معکوس به خریداران اجازه می‌داد تا مدل‌ها یا تریم‌های با مشخصات پایین‌تر را پنهان کنند. گاهی مالکین تیپ‌های پایین‌تر، نشان نمایان‌گر تیپ را با نشان تیپ‌های بالاتر جایگزین می‌کنند، به‌عنوان مثال، تعویض آرم «اس۳۵۰» به «اس۵۰۰» در مرسدس-بنز کلاس-اس یا حتی تعویض آرم ۱۶۰۰ آردی‌آی با ۴۰۵ جی‌ال‌ایکس.

### سیستم‌های نام‌گذاری
تیپ‌بندی‌ها غالباً با عبارات دوحرفی مشخص می‌شوند. به عنوان مثال، دی‌ایکس (DX)، ال‌ایکس (LX)، ئی‌ال (EL)، ئی‌ایکس (EX)، جی‌ال (GL)، اس‌ئی (SE)، یا جی‌تی (GT). همچنین می‌توان آن‌ها را یک کد الفبایی (به عنوان مثال، Z28، XR5، GT3) یا با استفاده از یک کلمه (مانند تشریفاتی، جاه‌طلب یا دولوکس) تعیین کرد. بسیاری از ترکیبات حروف ریشه در سطوح نام‌گذاری شده دارند، مثلاً دی‌ایکس (DX) و دی‌ال (DL) به معنای «دولوکس»، GL «گرند لوکس»، SE «نسخه ویژه»، GT «گرن توریسمو» و غیره.
در آمریکای شمالی، نام‌گذاری‌های طولانی‌مدت برای سطوح تریم با کارایی بالا عبارتند از «اس‌اس» شورلت (برای اولین بار در ایمپالا ۱۹۶۱ معرفی شد) و «جی‌تی» فورد (برای اولین بار در ماستنگ ۱۹۶۵ استفاده شد). جنرال موتورز همچنین از کدگذاری الفبای عددی برای نشان دادن بسته‌های هندلینگ نصب شده بر روی خودروهای پرفورمنس مانند «زد۲۸» در کامارو، بیوک جی‌اس یا اولدزموبیل ۴۴۲ استفاده کرده و در حال حاضر از نام «زد۷۱» در سابربن و تاهو استفاده می‌کند (برای وانت‌های سیلورادو/سیرا، این یک پکیج قابل انتخاب است، اگرچه در ۲۰۰۴–۲۰۰۵ و ۲۰۱۴–۲۰۱۸ تیپ جداگانه‌ای بود).
برخی از تولیدکنندگان به‌طور مداوم از یک کلمه برای بالاترین سطح تریم در چندین مدل استفاده می‌کنند. به عنوان مثال، نیسان از کلمه «بروگهام» به عنوان بالاترین تیپ در سدریک و گلوریا استفاده کرده است. نام «بروگهام» به عنوان تیپ در بازار آمریکای شمالی (آمریکا) نشأت گرفته است و در اصل یک سبک بدنه بود.

## بسته‌های قابل انتخاب

نمونه‌ای از بسته‌های قابل انتخاب در مدل‌های آمریکن موتورز اسپیریت ۱۹۸۰.

تولیدکنندگان گاهی بسته‌هایی از گزینه‌ها را به‌عنوان یک بسته آپشن می‌فروشند، معمولاً با قیمتی با تخفیف در مقایسه با خرید هر گزینه به صورت جداگانه.
بسته‌های قابل انتخاب در حال حاضر عبارتند از:
- بسته تزئینی/ظاهر: ممکن است شامل رنگ‌های خاص رنگ، قطعات داخلی ارتقا یافته (اغلب از آلومینیوم، کروم یا چوب ساخته شده) و عکس برگردان‌های بیرونی باشد. در دهه‌های گذشته، پکیج‌های ظاهری شامل رنگ‌های دو رنگ، نوارهای پین، سپرهای رنگ شده با همان رنگ بدنه خودرو و روکش‌های سقف وینیل بودند.
- بسته اسپورت/عملکردی: ممکن است شامل ارتقاء موتور، ارتقاء هندلینگ (در زیر)، باله جلویی تهاجمی‌تر، بال عقب، ترمزهای ارتقاء یافته و دیفرانسیل لغزش محدود باشد. در یک خودروی شاسی‌بلند یا وانت سبک، یک بسته اسپورت ممکن است شامل قفسه‌ها یا بست‌هایی برای حمل و نقل وسایل نقلیه تفریحی خارج از جاده و سایر تجهیزات باشد.
- بسته بکسل: ممکن است شامل رادیاتور سنگین، فن‌های خنک‌کننده بزرگتر، تجهیزات خنک‌کننده اضافی انتقال و نسبت محور ارتقاء یافته باشد.
- بسته ایمنی: ممکن است شامل پیش کشنده کمربند ایمنی، کیسه هوای اضافی، سیستم جلوگیری از برخورد (AEB)، کنترل پایداری الکترونیکی (ESC) و چراغ‌های جلوی تطبیقی باشد.
- بسته فرمان‌پذیری: ممکن است شامل فنرهای سفت‌تر، کمک‌فنر‌های سفت‌تر، میله‌های ضد غلتش سفت‌تر، چرخ‌های بزرگ‌تر/سبک‌تر و لاستیک‌های چسبندگی بالاتر باشد.
- بسته ناوبری: ناوبری ماهواره‌ای، اغلب با دستورالعمل‌های گام به گام.